# Шарлота Амалия фон Хесен-Филипстал
Шарлота Амалия фон Хесен-Филипстал (на немски: Charlotte Amalie von Hessen-Philippsthal; * 11 август 1730, Филипстал на Вера; † 7 септември 1801, Майнинген) е ландграфиня от Хесен-Филипстал и чрез женитба херцогиня и от 1763 до 1782 г. регентка на Саксония-Майнинген.

## Живот
Дъщеря е на ландграф Карл I фон Хесен-Филипстал (1682 – 1770) и съпругата му принцеса Каролина Кристина фон Саксония-Айзенах (1699 – 1743), дъщеря на херцог Йохан Вилхелм фон Саксония-Айзенах.
Шарлота Амалия се омъжва на 20 години през 1750 г. за 63-годишния херцог Антон Улрих фон Саксония-Майнинген (1687 – 1763). Тя е втората му съпруга и е с 43 години по-млада от него.
Херцогът определя в завещанието си Шарлота Амалия за единствена регентка на страната и опекун на синовете им. Антон Улрих управлява от 1742 г. Саксония-Майнинген от Франкфурт на Майн. След неговата смърт през 1763 г. Шарлота Амалия се мести в Майнинген и поема регентството за синовете си до 1782 г.
Тя основава през 1773 г. на нея назованата масонска ложа „Charlotte zu den drei Nelken“. През 1785 г. Шарлота Амалия купува наречения на нея „чифлик Амалиенру“ като своя вдовишка резиденция и го разширява богато.
Шарлота Амалия не е погребана в княжеската гробница, а по нейно желание в градските гробища в Майнинген.

## Деца
Шарлота Амалия има от брака си с херцог Улрих фон Саксония-Майнинген до 1762 г. осем деца:
- Шарлота (1751 – 1827)

∞ херцог Ернст II фон Саксония-Гота-Алтенбург (1745 – 1804)
- Луиза (1752 – 1805)

∞ 1781 ландграф Адолф фон Хесен-Филипстал-Бархфелд (1743 – 1803)
- Елизабет (1753 – 1754)
- Карл (1754 – 1782), херцог на Саксония-Майнинген

∞ 1780 принцеса Луиза фон Щолберг-Гедерн (1764–1834)
- Фридрих Франц (1756 – 1761)
- Фридрих Вилхелм (1757 – 1758)
- Георг I (1761 – 1803), херцог на Саксония-Майнинген

∞ 1782 принцеса Луиза Елеонора фон Хоенлое-Лангенбург (1763 – 1837)
- Амалия (1762 – 1798)

∞ 1783 княз Хайнрих Карл Ердман фон Каролат-Беутен (1759 – 1817)